# Иличи 1 (Авелино)
Иличи 1 је насеље у Италији у округу Авелино, региону Кампанија.
Према процени из 2011. у насељу је живело 37 становника. Насеље се налази на надморској висини од 350 м.